# Municipio de Lyon (condado de Oakland)
El municipio de Lyon (en inglés: Lyon Township) es un municipio ubicado en el condado de Oakland en el estado estadounidense de Míchigan. En el año 2010 tenía una población de 14545 habitantes y una densidad poblacional de 176,89 personas por km².

## Geografía
El municipio de Lyon se encuentra ubicado en las coordenadas 42°29′1″N 83°36′10″O / 42.48361, -83.60278. Según la Oficina del Censo de los Estados Unidos, el municipio tiene una superficie total de 82.23 km², de la cual 80.15 km² corresponden a tierra firme y (2.53%) 2.08 km² es agua.

## Demografía
Según el censo de 2010, había 14545 personas residiendo en el municipio de Lyon. La densidad de población era de 176,89 hab./km². De los 14545 habitantes, el municipio de Lyon estaba compuesto por el 94.59% blancos, el 1.44% eran afroamericanos, el 0.28% eran amerindios, el 1.55% eran asiáticos, el 0.02% eran isleños del Pacífico, el 0.39% eran de otras razas y el 1.73% pertenecían a dos o más razas. Del total de la población el 2.88% eran hispanos o latinos de cualquier raza.